# Temporada de ciclones no Pacífico Sul de 2017-2018
A temporada de ciclones do Pacífico Sul de 2017-2018 foi uma temporada ligeiramente abaixo da média que produziu 6 ciclones tropicais, 3 dos quais se tornaram ciclones tropicais severos. A temporada começou oficialmente em 1º de novembro de 2017 e terminou em 30 de abril de 2018; no entanto, um ciclone tropical pode se formar a qualquer momento entre 1 de julho de 2017 e 30 de junho de 2018 e contará para o total da temporada. Durante a temporada, os ciclones tropicais foram monitorados oficialmente pelo Fiji Meteorological Service, MetService e Australian Bureau of Meteorology, enquanto o Joint Typhoon Warning Center (JTWC) dos Estados Unidos também monitorou a bacia e emitiu alertas para os interesses americanos. O FMS atribui um número e um sufixo F a distúrbios tropicais significativos que se formam ou se movem para a bacia, enquanto o JTWC designa ciclones tropicais significativos com um número e um sufixo P. O BoM, o FMS e o MetService usam a Escala Australiana de Intensidade de Ciclones Tropicais e estimam a velocidade do vento em um período de dez minutos, enquanto o JTWC estima ventos sustentados em um período de 1 minuto, que são posteriormente comparados à escala de ventos de furacões Saffir-Simpson (SSHWS).

## Previsões sazonais
| Fonte/Registro                                                        | Ciclone tropical      | Ciclone tropical severo | Ref.            |
| --------------------------------------------------------------------- | --------------------- | ----------------------- | --------------- |
| Recorde alto:                                                         | 1997–98: 16           | 1982–83: 10             | [ 1 ]           |
| Recorde baixo:                                                        | 2011–12: 3            | 2008–09: 0              | [ 1 ] [ 2 ]     |
| Média (1969–70 – 2016–17):                                            | 7.1                   | —                       | [ 2 ]           |
| NIWA Outubro                                                          | 8-10                  | 3-4                     | [ 3 ]           |
| Fiji Meteorological Service                                           | 4-6                   | 1-3                     | [ 2 ]           |
| Região                                                                | Chance de acima média | Número médio            | Atividade atual |
| Pacífico Sul Ocidental                                                | 48%                   | 7                       | 5               |
| Pacífico Sul Oriental                                                 | 55%                   | 4                       | 0               |
| Fote:Previsão BOM da temporada de ciclones tropicais do Pacífico Sul. |                       |                         |                 |

Antes da temporada de ciclones, o Fiji Meteorological Service (FMS), o Australian Bureau of Meteorology (BoM), o MetService da Nova Zelândia e o National Institute of Water and Atmospheric Research (NIWA) e vários outros serviços meteorológicos do Pacífico contribuíram para a atualização do clima da ilha previsão do ciclone tropical que foi lançado em outubro de 2016. A perspectiva levou em consideração as condições ENSO neutras que foram observadas nas estações do Pacífico e analógicas que tiveram condições ENSO neutras e fracas de La Niña ocorrendo durante a temporada. A previsão indicava um número quase médio de ciclones tropicais para a temporada 2017-18, com oito a dez ciclones tropicais nomeados, ocorrendo entre 135°E e 120°W, em comparação com uma média de cerca de 10. Esperava-se que pelo menos três dos ciclones tropicais se tornassem ciclones tropicais severos de categoria 3, enquanto dois poderiam se tornar ciclones tropicais severos de categoria 4; eles também observaram que um ciclone tropical severo de categoria 5 provavelmente não ocorreria durante a temporada.
Além de contribuir para as perspectivas da Atualização Climática da Ilha, o FMS e o BoM emitiram suas próprias previsões sazonais para a região do Pacífico Sul. O BoM emitiu duas previsões sazonais para o Oceano Pacífico Sul, para suas regiões autodefinidas leste e oeste do Oceano Pacífico Sul. Eles previram que a região oeste entre 142,5°E e 165°E tinha 48% de chance de ver atividade acima de sua média de 7 ciclones tropicais. O BoM também previu que a região leste, entre 165°E e 120°W, tinha 55% de chance de ver atividade acima de sua média de 4 ciclones tropicais. Dentro de suas perspectivas, o FMS previu que entre quatro e seis ciclones tropicais ocorreriam dentro da bacia, em comparação com uma média de cerca de 7,1 ciclones. Esperava-se que pelo menos um dos ciclones tropicais se intensificasse em um ciclone tropical severo de categoria 3 ou superior. Eles também previram que a principal área de ciclogênese tropical estaria dentro do Mar de Coral, a oeste da Linha Internacional de Data.
Tanto a Atualização do Clima da Ilha quanto as perspectivas de ciclones tropicais do FMS avaliaram o risco de um ciclone tropical afetar uma determinada ilha ou território. O Island Climate Update Outlook previu que a Nova Caledônia, Tonga, Nova Zelândia e Papua Nova Guiné tinham uma chance acima da média de serem afetados por um ciclone tropical ou seus remanescentes. Eles também previram que as Ilhas Salomão, Fiji e Vanuatu tinham um risco quase normal a normal de serem afetados por um ou mais ciclones tropicais. Acredita-se que as Ilhas Cook do Sul, Samoa Americana, Samoa, Niue, Tokelau, Tuvalu, bem como Wallis e Futuna tenham uma chance abaixo da média de serem impactadas. Também foi considerado improvável que as Ilhas Cook do Norte, Polinésia Francesa, Kiribati e as Ilhas Pitcairn fossem afetadas por um ciclone tropical. A perspectiva do FMS previa que Vanuatu, Nova Caledônia, Fiji, bem como Wallis e Futuna tinham uma chance normal de serem afetados por um ciclone tropical. A perspectiva também previu que as Ilhas Salomão, Tokelau, Samoa, Tonga, Niue, Ilhas Cook e Polinésia Francesa teriam uma chance reduzida de serem afetadas por um ciclone tropical. Acreditava-se que havia um risco normal de Vanuatu, Nova Caledônia, Fiji e Samoa serem afetados por pelo menos um ciclone tropical severo, enquanto outras áreas, como Ilhas Salomão, Tokelau, Samoa, Tonga, Niue e Polinésia Francesa, tinham um risco chance reduzida de ser impactado por um ciclone tropical severo.

## Sistemas

### Depressão tropical 04F
Formado em 20 de dezembro, durou em 26 de dezembro. Nunca se fortaleceu para uma tempestade tropical.

### Distúrbio tropical 05F
Formado em 26 de janeiro, dissipou-se no dia seguinte, 27. Nunca se fortaleceu devido ao cisalhamento do vento.

### Ciclone tropical Fehi
Fehi entrou na bacia do Pacífico Sul vindo da região australiana no dia 28 como um ciclone subtropical. Ele continuou sua trajetória sul-sudeste durante a transição para um ciclone extratropical ao se aproximar da Nova Zelândia.
Como um ciclone extratropical, Fehi causou grandes danos no oeste da Nova Zelândia. Ventos fortes e chuva forte danificaram centenas de estruturas, com mais de 100 posteriormente condenadas. Água até a cintura inundou casas em Charleston e Westport. O surfe erodiu as praias, expondo um antigo depósito de lixo em Cobden Beach, que deixou milhares de sacos de lixo espalhados. A perda do seguro foi de NZ$ 38,5 milhões (US$ 28,5 milhão).

### Ciclone tropical severo Gita
Em 3 de fevereiro, o Fiji Meteorological Service (FMS) começou a monitorar o distúrbio tropical 07F, que se desenvolveu dentro de um vale de baixa pressão, cerca de 435 km ao sudeste de Honiara nas Ilhas Salomão. Nos dias seguintes, o sistema se moveu erraticamente perto do norte de Vanuatu e permaneceu mal organizado, com a convecção localizada ao sul do centro de circulação de baixo nível. O sistema começou a se mover para sudeste em 5 de fevereiro, em direção às Ilhas Fiji e um ambiente favorável para um maior desenvolvimento. O sistema posteriormente passou perto da nação insular durante 8 de fevereiro, onde se desenvolveu em uma depressão tropical e começou a se mover para nordeste em direção às Ilhas Samoa. Em 9 de fevereiro, o Joint Typhoon Warning Center (JTWC) dos Estados Unidos iniciou alertas sobre o sistema e o designou como ciclone tropical 09P, depois que uma imagem ASCAT mostrou que tinha ventos de 65–75 km/h (40–47 mph) em seu semicírculo norte. O FMS subseqüentemente nomeou o sistema Tropical Cyclone Gita, depois que o Escritório de Previsão do Tempo do Serviço Nacional de Meteorologia dos Estados Unidos em Pago Pago solicitou que o sistema fosse nomeado antecipadamente por razões humanitárias e de alerta.
Depois que Gita foi nomeado, um período prolongado de rápida intensificação se seguiu à medida que se intensificou rapidamente em um ciclone tropical de categoria 1 na escala australiana de intensidade de ciclone tropical, antes de passar dentro de 100 km de Samoa e Samoa Americana. Depois de passar pelas Ilhas Samoa, Gita virou para o sudeste e depois para o sul. Em 10 de fevereiro, Gita se intensificou rapidamente para um ciclone tropical severo de categoria 3 na escala australiana enquanto atravessava temperaturas da superfície do mar anormalmente quentes entre 82–84 °F (28–29 °C). Em 11 de fevereiro, Gita continuou a se intensificar em um ciclone tropical severo de categoria 4. Ao mesmo tempo, Gita virou para o oeste sob a influência de uma cordilheira subtropical ao sul. Por volta das 10:00 UTC (23:00 TOT ) no dia 11 de fevereiro, o ciclone passou cerca de 30 km ao sul de Tongatapu perto de seu pico de intensidade, como um poderoso ciclone de categoria 5 na escala australiana; a escala australiana baseada em RSMC Nadi e a escala Saffir-Simpson usada pelo JTWC, com ventos sustentados máximos de 10 minutos de 205 km/h. Ao mesmo tempo, o Joint Typhoon Warning Center estimou ventos máximos sustentados de 1 minuto em 230 km/h. Isso fez de Gita o ciclone mais forte a atingir Tonga em sua história registrada.

### Depressão tropical 08F
Formou-se em 3 de fevereiro a leste de Fiji, e seguiu uma trilha errática; no entanto, não se fortaleceu além e se dissipou em 11 de fevereiro.

### Ciclone tropical severo Hola
Em 3 de março de 2018, o Serviço Meteorológico de Fiji (FMS) informou que o distúrbio tropical 09F se desenvolveu dentro de um vale de baixa pressão cerca de 230 km ao nordeste de Nadi, Fiji. Neste momento, a perturbação tinha uma ampla circulação de baixo nível e estava localizada em um ambiente muito favorável para um maior desenvolvimento, com baixo cisalhamento vertical do vento e temperaturas quentes da superfície do mar. Nos dias seguintes, a perturbação se desenvolveu gradualmente à medida que se movia gradualmente para o oeste em direção a Vanuatu, sob a influência de uma cordilheira subtropical de alta pressão. Posteriormente, foi classificado como uma depressão tropical pelo FMS em 5 de março, antes que o Joint Typhoon Warning Center (JTWC) dos Estados Unidos emitisse um Alerta de Formação de ciclone tropical no sistema mais tarde naquele dia.
Em 6 de março, o JTWC iniciou alertas sobre o sistema e o designou como ciclone tropical 12P, depois que seu amplo centro de circulação de baixo nível se consolidou lentamente e a organização geral do ciclone melhorou. O FMS posteriormente relatou que o sistema havia se desenvolvido em um ciclone tropical de categoria 1 na escala australiana de intensidade de ciclones tropicais e o chamou de Hola enquanto estava localizado a cerca de 80 km a leste da Ilha de Pentecostes em Vanuatu. Depois que foi nomeado, Hola começou a desenvolver uma característica ocular fraca de baixo nível, antes de ser classificado como um ciclone tropical de categoria 2 ao passar entre as ilhas de Pentecostes e Ambrym. O sistema posteriormente passou pela ilha de Malekula e se mudou para o Mar de Coral em 7 de março, onde rapidamente se consolidou e desenvolveu um 10 km olho de alfinete. O FMS posteriormente relatou que Hola havia se tornado um ciclone tropical severo de categoria 4 e previu que Hola atingiria o pico como um ciclone tropical severo de categoria 5.
Depois de atingir o pico como um ciclone tropical severo de categoria 4 na escala australiana, o cisalhamento do vento enfraqueceu rapidamente o sistema ao passar para o oeste da Nova Caledônia como um ciclone tropical de categoria 1. Ele continuou para o sudoeste antes de fazer a transição para uma tempestade subtropical ao se aproximar da Nova Zelândia. Enfraqueceu e degenerou a um remanescente baixo ao noroeste do país.

### Depressão tropical 10F (Linda)
Em 11 de março, o FMS informou que o distúrbio tropical 10F desenvolveu cerca de 85 km ao sudoeste da província de Rennell e Bellona das Ilhas Salomão. O sistema estava mal organizado com convecção atmosférica profunda, deslocado para leste do centro de circulação de baixo nível em consolidação do sistema. O distúrbio foi subsequentemente classificado como Tropical Low 21U pelo BoM durante 12 de março, à medida que se movia para o sul dentro de uma área de baixo cisalhamento vertical do vento e temperaturas quentes da superfície do mar. O JTWC iniciou avisos sobre o sistema mais tarde naquele dia e classificou a tempestade como ciclone Tropical 13P, depois que o sistema se consolidou rapidamente, com faixas de convecção atmosférica envolvendo o centro de circulação de baixo nível.

### Ciclone tropical Iris
Em 20 de março, o FMS informou que o distúrbio tropical 11F havia se desenvolvido em uma área de cisalhamento vertical do vento baixo a moderado, sobre o leste das Ilhas Salomão por volta de 200 km ao leste de Honiara. Nesta época o sistema estava mal organizado com convecção atmosférica profunda, localizada a leste do centro de circulação de baixo nível. Nos dias seguintes, o sistema permaneceu fraco enquanto se movia erraticamente ao redor das Ilhas Salomão e foi classificado como uma depressão tropical em 22 de março
Em 24 de março, a depressão tropical 11F se fortaleceu no ciclone tropical Iris. Mais tarde, no mesmo dia, Iris saiu da bacia e entrou na bacia da região australiana.

### Ciclone tropical Josie
Em 29 de março, o Serviço Meteorológico de Fiji informou que o distúrbio tropical 12F havia desenvolvido cerca de 350 km a leste de Port Vila em Vanuatu. Nesta fase, o sistema estava mal organizado com convecção atmosférica envolvendo o sistema deslocado para nordeste da fraca circulação de baixo nível do distúrbio. No entanto, a perturbação foi localizada ao sul de uma crista de alta pressão e dentro de um ambiente favorável para um maior desenvolvimento, com níveis baixos a moderados de cisalhamento vertical do vento e temperaturas quentes da superfície do mar em torno de 28–30 °C (82–86 °F). Por volta das 23:20 UTC daquele dia, o sistema havia se fortalecido na depressão tropical 12F. Apesar do cisalhamento moderado, o sistema se organizou ainda mais no ciclone tropical Josie em 31 de março
Apesar de não atingir a costa, o ciclone Josie causou fortes chuvas e ventos fortes no sul de Fiji. Por causa desses efeitos, Josie causou mais de $ 10 milhões em danos. Inundações severas ocorreram na cidade de Nadi. Ao todo, Josie deixou seis pessoas mortas. Cinco pessoas foram arrastadas pelas enchentes, das quais quatro foram confirmadas como mortas e uma ainda está desaparecida.

### Ciclone tropical severo Keni
O ciclone tropical Keni afetou Fiji e fez com que o elenco e a equipe da 37ª temporada do reality show americano Survivor fossem temporariamente evacuados para o acampamento base da produção.

### Outros sistemas
Durante o dia 16 de dezembro, o distúrbio tropical 02F se desenvolveu dentro de um vale de baixa pressão, cerca de 25 km a nordeste da ilha de Futuna. Durante o dia seguinte, a distúrbio tropical 03F desenvolveu-se ao longo do mesmo vale de baixa pressão cerca de 45 km ao sudeste da ilha de Wallis. Nos dias seguintes, os distúrbios moveram-se para sudeste em áreas de alto cisalhamento vertical do vento, antes de serem observados pela última vez em 18 e 19 de dezembro, à medida que se dissipavam a sudeste de Samoa.
Em 28 de janeiro, o JTWC emitiu um Alerta de Formação de ciclone tropical sobre um distúrbio tropical localizado perto da ilha de Rapa Iti, na Polinésia Francesa. O sistema tinha uma circulação de baixo nível bem definida e estava localizado dentro de uma área de temperaturas quentes da superfície do mar e cisalhamento vertical marginal do vento. O sistema subsequentemente atingiu o pico com velocidades de vento sustentadas de 1 minuto de 65 km/h, o que o tornou equivalente a uma tempestade tropical. O alerta foi posteriormente cancelado durante o dia seguinte, depois que o centro de circulação de baixo nível do sistema tornou-se irregular e a convecção atmosférica foi deslocada para o leste do centro de circulação.
Em 4 de maio de 2018, um sistema identificado como um ciclone subtropical formou-se a leste de 120°W, perto de 80°W, a apenas algumas centenas de quilômetros da costa do Chile, com os pesquisadores batizando a tempestade não oficialmente de Lexi. O ciclone formou-se numa zona sem Centro Meteorológico Especializado Regional, pelo que não foi classificado oficialmente. Em 9 de maio, a divisão de serviços de satélite da NOAA classificou o sistema como uma tempestade subtropical fraca, apesar de ocorrer em climas mais frios (abaixo de 20 °C) temperaturas da superfície do mar.

## Efeitos da temporada
Esta tabela lista todas as tempestades que se desenvolveram no Pacífico Sul a leste da longitude 160°E durante a temporada 2017–18. Inclui sua intensidade na escala de intensidade de ciclones tropicais australianos, duração, nome, aterrissagens, mortes e danos. Todos os dados são retirados do RSMC Nadi e/ou TCWC Wellington, e todos os números de danos estão em 2017 USD.
| Nome                | Datas ativo                      | Classificação máxima                | Velocidade de vento sustentados | Pressão              | Áreas afetadas                                                                   | Danos (USD)  | Fatalidades  | Refs          |
| ------------------- | -------------------------------- | ----------------------------------- | ------------------------------- | -------------------- | -------------------------------------------------------------------------------- | ------------ | ------------ | ------------- |
| 02F                 | 16 – 18 de dezembro              | Distúrbio tropical                  | n/a                             | 1003 hPa (29.6 inHg) | Nenhum                                                                           | Nenhum       | Nenhum       |               |
| 03F                 | 17 – 19 de dezembro              | Distúrbio tropical                  | n/a                             | 1000 hPa (30 inHg)   | Nenhum                                                                           | Nenhum       | Nenhum       |               |
| 04F                 | 20 – 26 de dezembro              | Depressão tropical                  | 55 km/h (35 mph)                | 998 hPa (29.5 inHg)  | Fiji                                                                             | Nenhum       | Nenhum       |               |
| 05F                 | 26 – 27 de janeiro               | Distúrbio tropical                  | n/a                             | 996 hPa (29.4 inHg)  | Nova Caledónia                                                                   | Nenhum       | Nenhum       |               |
| Fehi                | 28 – 30 de janeiro               | Ciclone tropical categoria 1        | 85 km/h (55 mph)                | 986 hPa (29.1 inHg)  | Nova Caledónia, Nova Zelândia                                                    | $67 000 000  | Nenhum       | [ 43 ]        |
| Gita                | 3 – 19 de fevereiro              | Ciclone tropical severo categoria 5 | 205 km/h (125 mph)              | 927 hPa (27.4 inHg)  | Fiji, Wallis and Futuna, Ilhas Samôa, Niue, Tonga, Nova Caledónia, Nova Zelândia | $250 000 000 | 2            | [ 43 ]        |
| 08F                 | 3 – 11 de fevereiro              | Depressão tropical                  | Não definido                    | 994 hPa (29.4 inHg)  | Fiji                                                                             | Nenhum       | Nenhum       |               |
| Hola                | 3 – 11 de março                  | Ciclone tropical severo categoria 4 | 165 km/h (105 mph)              | 952 hPa (28.1 inHg)  | Vanuatu, Nova Caledónia, Nova Zelândia                                           | Desconhecido | 3            | [ 59 ] [ 60 ] |
| Linda               | 11 de março – 13                 | Depressão tropical                  | 35 kn (65 km/h; 40 mph)         | 995 hPa (29.4 inHg)  | Nenhum                                                                           | Nenhum       | Nenhum       |               |
| Iris                | 20 – 24 de março                 | Ciclone tropical categoria 1        | 75 km/h (45 mph)                | 993 hPa (29.3 inHg)  | Ilhas Salomão                                                                    | Nenhum       | Nenhum       |               |
| Josie               | 29 de março – 2 de abril         | Ciclone tropical categoria 1        | 75 km/h (45 mph)                | 993 hPa (29.3 inHg)  | Vanuatu, Fiji, Tonga                                                             | $10 000 000  | 6            | [ 43 ]        |
| Keni                | 5 – 11 de abril                  | Ciclone tropical severo categoria 3 | 140 km/h (85 mph)               | 970 hPa (29 inHg)    | Vanuatu, Fiji, Tonga                                                             | $50 000 000  | Nenhum       | [ 43 ]        |
| 14F                 | 17 – 20 de abril                 | Depressão tropical                  | Não definido                    | 1000 hPa (30 inHg)   | Rotuma                                                                           | Desconhecido | Desconhecido |               |
| Totais da temporada |                                  |                                     |                                 |                      |                                                                                  |              |              |               |
| 13 sistemas         | 16 dezembro 2017 – 20 abril 2018 |                                     | 205 km/h (125 mph)              | 927 hPa (27.4 inHg)  |                                                                                  | $377 000 000 | 11           |               |

## Ligações externos
- World Meteorological Organization
- Australian Bureau of Meteorology
- Fiji Meteorological Service
- New Zealand MetService
- Joint Typhoon Warning Center